# Джон Корнфорт

Джон Уоркъп Корнфорт (на английски: John Warcup Cornforth) е австралийски химик, носител на Нобелова награда за химия за 1975 година „за работата му върху стереохимията на ензимнокаталитичните реакции“.

## Биография
Джон Корнфорт е роден на 7 септември 1917 г. в Сидни, Австралия, в семейството на англичанин и натурализирана австралийка от германски произход. Майка му е внучка на един от първите християнски мисионери в Австралия, презвитерианския пастор Кристофер Айпер. На 10-годишна възраст Джон заболява от отосклероза и постепенно губи слуха си.
След като завършва мъжката гимназия в Сидни, на 16 години постъпва да учи органична химия в Университета в Сидни. Дипломира се през 1937 г. с отличен успех и медал, и печели едногодишна стипендия за Оксфордския университет заедно със състудентката си Рита Хараденс, с която по-късно сключва брак. В Оксфорд двамата работят в лабораторията на нобеловия лауреат за 1947 г. Робърт Робинсън, където изучават синтеза на стероидните хормони.
През 1941 г. Корнфорт защитава докторат по химия. По време на Втората световна война изследва химическата структура на пеницилина, открит от Александър Флеминг. От 1945 до 1962 г. работи в Лондон, в Съвета за медицински изследвания. Изучава биосинтеза на холестерола и заедно с колегата си Джордж Попяк доказва структурното му изграждане от оцетна киселина посредством метода на белязаните атоми, разработен от нобеловия лауреат Конрад Блох. При това Корнфорт и Попяк идентифицират 14 различни междинни химически съединения, които се получават при преобразуването на оцетната киселина в холестерол, изучават стереохимичната им структура и установяват, че те са стереоизомери.
От 1962 до 1968 г. Корнфорт и Попяк ръководят изследванията в Лабораторията по химична ензимология в Ситиборг. Сътрудничеството им приключва със заминаването на Попяк за Калифорнийския университет в Лос Анжелис. От 1965 до 1971 г. Корнфорт е доцент във факултета по молекулярна химия в Уорикския университет, където продължава работата си в областта на стереохимията на ензимокаталитичните реакции. Един от акцентите в работата му е изследването на свойството хиралност на молекулите. За постиженията си получава през 1975 г. Нобеловата награда за химия, споделяйки я с швейцарския химик от сръбски произход Владимир Прелог, на когото наградата е присъдена „за изследванията му върху стереохимията на органичните молекули и реакции“.
От 1975 до 1982 г. Корнфорт е професор в Университета в Съсекс, но и след пенсионирането си продължава научните си занимания.
От 1953 г. е член е на Британското кралско научно дружество. Получава рицарско звание през 1977 г. Награден е с още множество отличия, сред които медала Корди-Морган на Британското кралско химично дружество (1953), Кралския медал (1976) и медала Копли на Лондонското кралско дружество (1982).
Умира на 8 декември 2013 г. в Съсекс на 96-годишна възраст.